# Massale vergiftiging van Iraanse schoolmeisjes

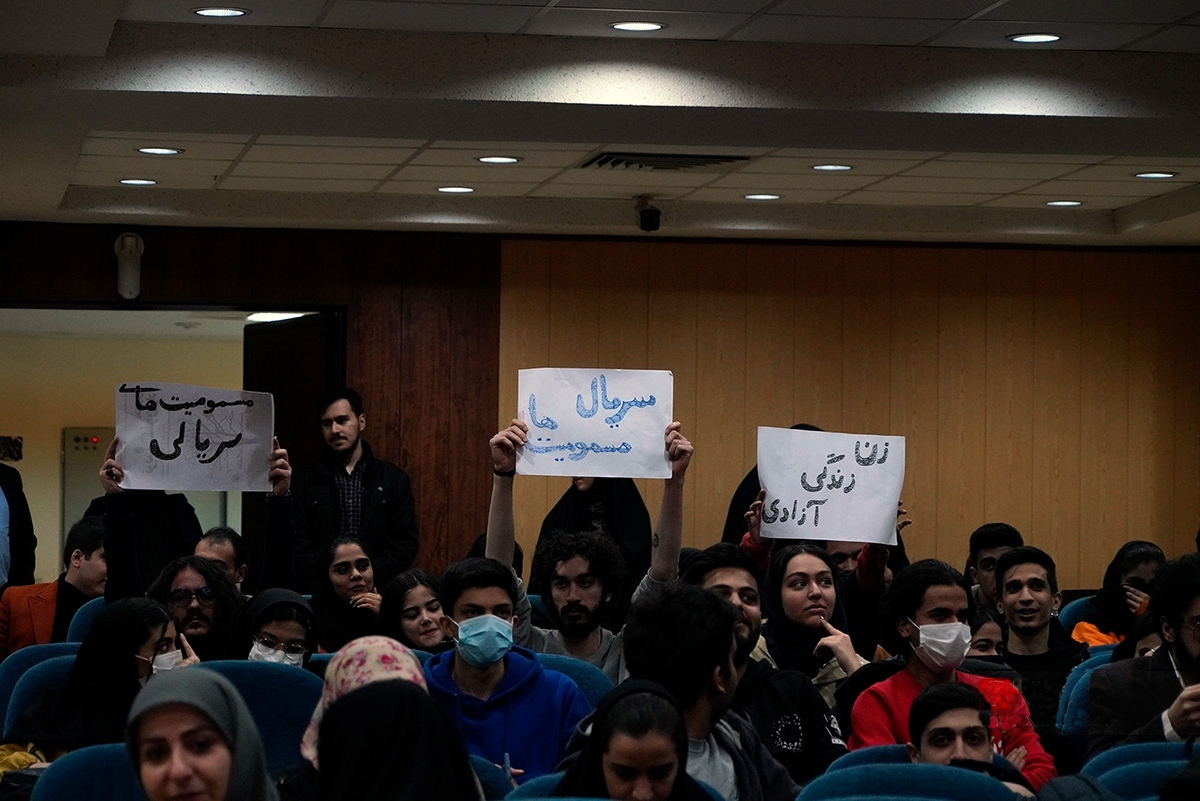
Protest tegen de vergiftigingen.

De verslagen over de massale vergiftiging van Iraanse schoolmeisjes betreffen een reeks vermeende chemische aanvallen waarbij meisjesstudenten en leerlingen in tientallen scholen in Iran op verschillende en onbepaalde manieren zouden zijn vergiftigd. Deze gebeurtenissen begonnen in november 2022, op de Technische Universiteit van Isfahan. Daarna zouden nog duizenden studenten elders zijn vergiftigd.
Speculaties over mogelijke daders zijn: de Iraanse regering, uit wraak voor de protesten tegen de verplichte hijab, die na de dood van Mahsa Amini toenamen; Iraanse hardliners die aansturen op een samenleving naar het model van de Afghaanse Taliban; of een militante islamistische groepering, vergelijkbaar met Boko Haram in Nigeria, die ouders wil verhinderen hun meisjes naar school te sturen; buitenlandse "vijanden" van de Islamitische Republiek, die het land in diskrediet willen brengen.
Sommige psychologen suggereren echter ook de mogelijkheid van een massapsychose. Het fenomeen zou volgens medisch socioloog Robert Bartholomew lijken op eerder gemelde, maar later als massapsychose geïdentificeerde "vergiftigingen" in Afghanistan (2009-2016) en de bezette Westelijke Jordaanoever (1983).